# Австралійське міжнародне авіашоу
Австралійське міжнародне авіашоу або Авіашоу Авалон — велике авіашоу, що проводиться в аеропорту Авалон, неподалік від Мельбурна, у штаті Вікторія. Є наймасштабнішим авіашоу в південній півкулі.

## Історія

### 1988—1991: перші покази
Перше шоу 1988 року було проведено у Сіднеї на базі австралійських ВПС. Його було організовано силами членів місцевого Льотного клубу «Скофілд». Цього року було продемонстровано велику кількість літаків міжнародного класу, серед яких: F-15 Eagle, Panavia Tornado F3, Sea Harrier, Lockheed C-5 Galaxy, BAe Hawk й легендарний бомбардувальник Boeing B-52 Stratofortress.
У лютому 1991 року у Ричмонді відбулось друге шоу, його було присвячено черговій річниці з дня створення ВПС Австралії.

### 1992— Переїзд до Авалону
У 1992 році Австралійське міжнародне шоу перемістилось до аеропорту Авалон. Цього року, протягом двох днів, шоу відвідало близько 175 000 глядачів. У показі брали участь 226 експонатів з 12 країн.
Були того року й проблеми, пов'язані із погодними умовами: не змогли прибути літаки з Росії МіГ-29 та Су-27, що мали брати участь в шоу. Проте були представлені український Ан-124 та російськими Іл-86, Мі-17, Ка-32.

### 1995
У 1995 році шоу вдруге відбулось в Авалоні. Щоправда показ перенесли з жовтня на 21–26 березня. Таким чином організатори сподівались уникнути несприятливих погодних умов.
Росіяни представили спеціально модифікований Су-27P «Flanker», Іл-78 «Midas», Іл-76DMP, Іл-96M і Ту-204. Австралійські ВПС представили General Dynamics F-111G «Aardvark», Dassault Alpha Jet, CASA/IPTN CN-235 й Kaman Seasprite.

### 1997 й 1999
У 1997 році шоу проводилось 18 і 23 лютого. Завдяки проведенню показу в економіку Вікторії було інвестовано 63 мільйони доларів.
Основні експонати: KC-135 Stratotanker канадійський CP-140 Aurora, американські Super Cobra та Airbus A320.
У 1999 році на показі було представлено 472 експонати з 26 країн світу. Шоу стартувало 16 лютого. Австралійські королівські повітряні сили продемонстрували Lockheed Martin C-130J-30 Super Hercules.

### 2001

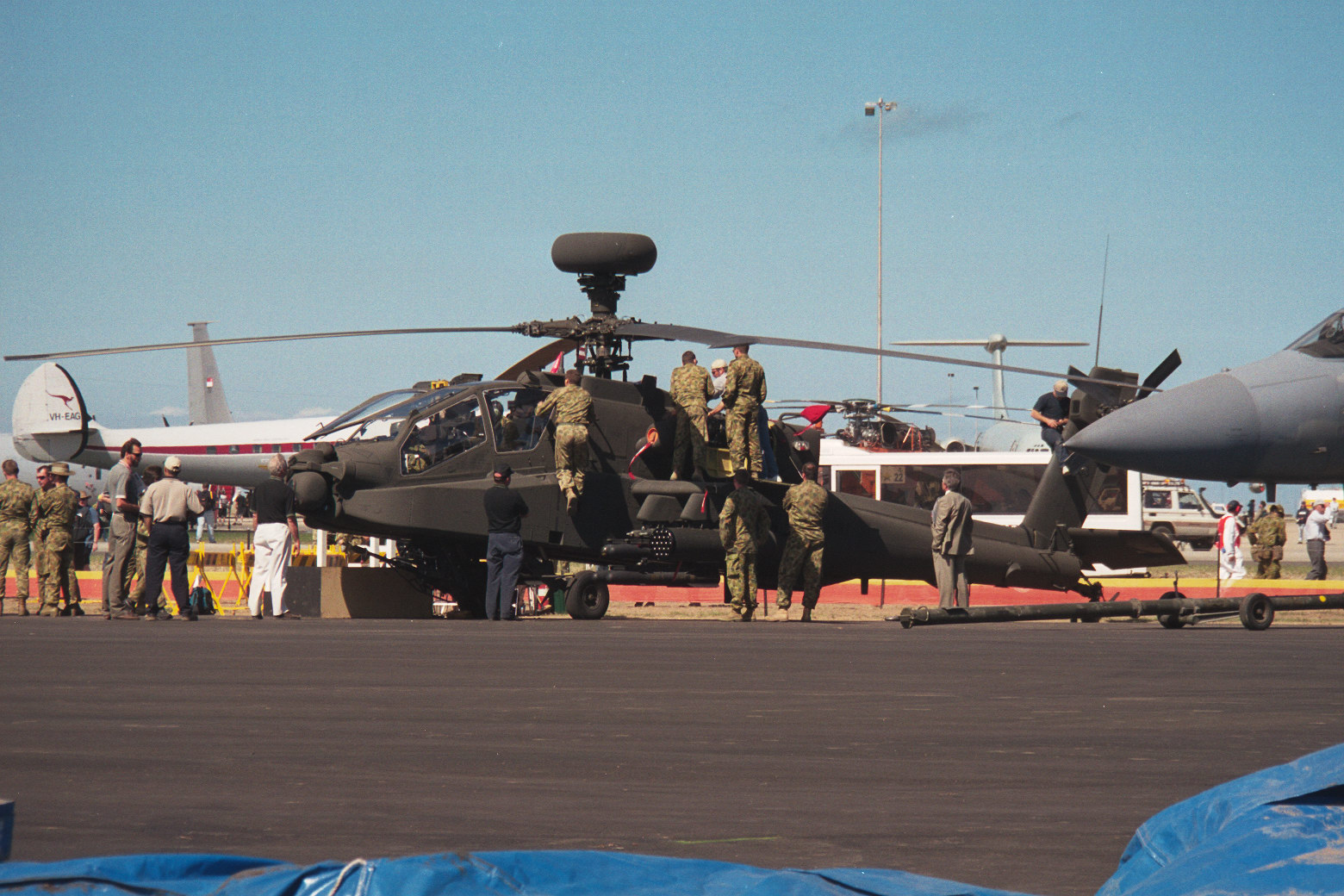
Бойовий вертоліт Boeing Apache на шоу 2001 року

Чергове авіа шоу було проведено 11–17 лютого 2001 року. Його було присвячено сотій річниці створення Австралійської Федерації й восьмидесятій річниці австралійських ВПС. У повітряному параді взяли участь 100 пілотів американських ВПС.
Основні експонати: B-1 Lancer, F-15 Eagles, F-16 Fighting Falcons, B-52 Stratofortress, C-17 Globemaster III, Hawker Siddeley Nimrod, Tornado GR.1, Vickers VC10, RAF Hercules та Eurocopter Tiger.

### 2003

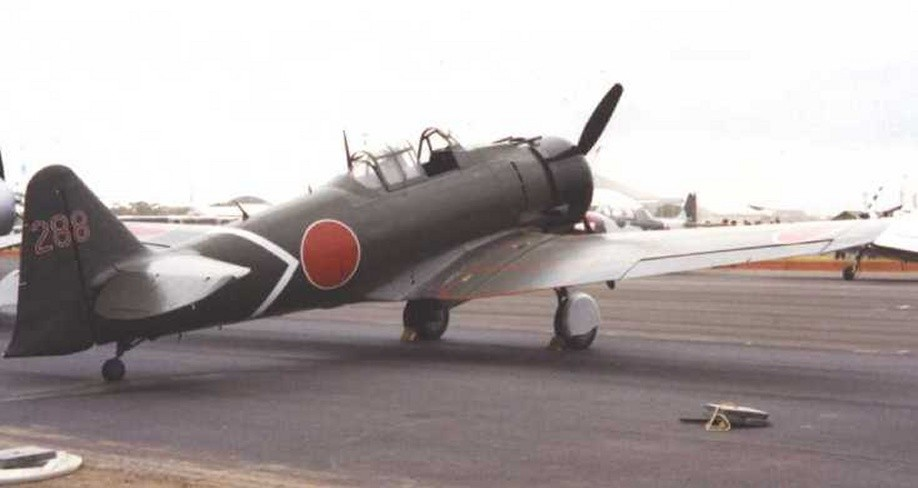
Mitsubishi Zero на шоу 2003 року

У 2003 році на шоу було представлено 440 експонатів з 30 країн світу. Окрім того організатори шоу продемонстрували літальні апарати початку XX століття.

### 2005

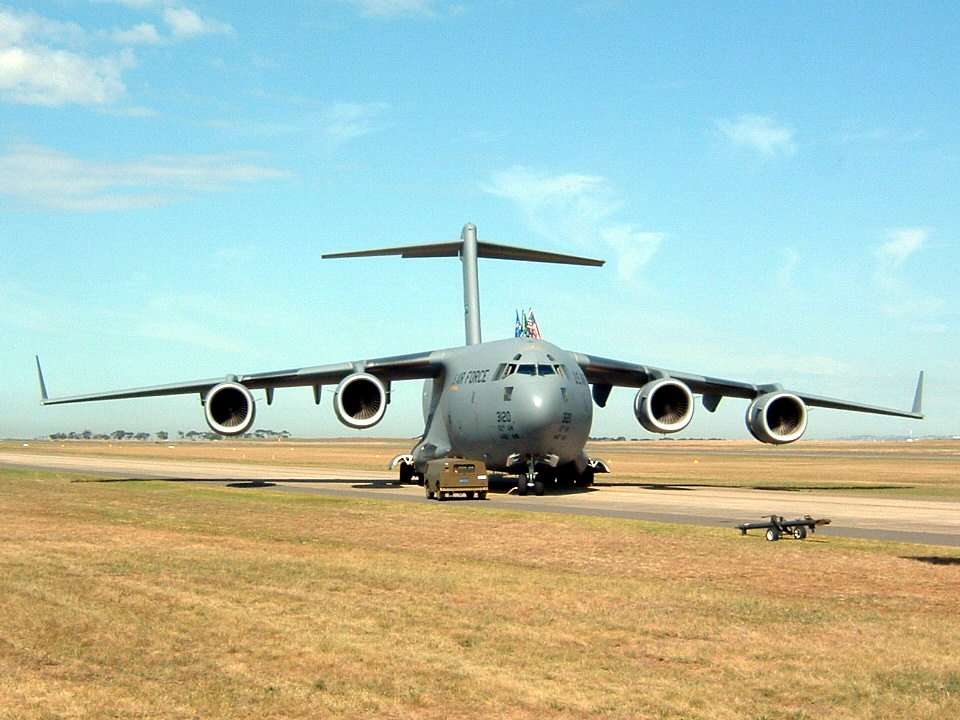
C-17 Globemaster III в аеропорту Авалон, Австралія, березень 2005 року

2005 року шоу було проведено 15 і 20 березня. Цього разу в показі взяли участь 500 компаній з 22 країн світу, було проведено конференцій. До економіки Вікторії було інвестовано 15.6 мільйони доларів.

### 2007, 2009
2007 року було представлено такі літаки: F-15 Eagles, F-16 Fighting Falcons, E-3 Sentry та C-17 Globemaster III, F/A-18F Super Hornet, USS Kitty Hawk.
Показ 2009 року проводилось 10 й 15 березня.
Головні учасники: Boeing 747, Airbus A380, Boeing 777-300ER.

### 2011

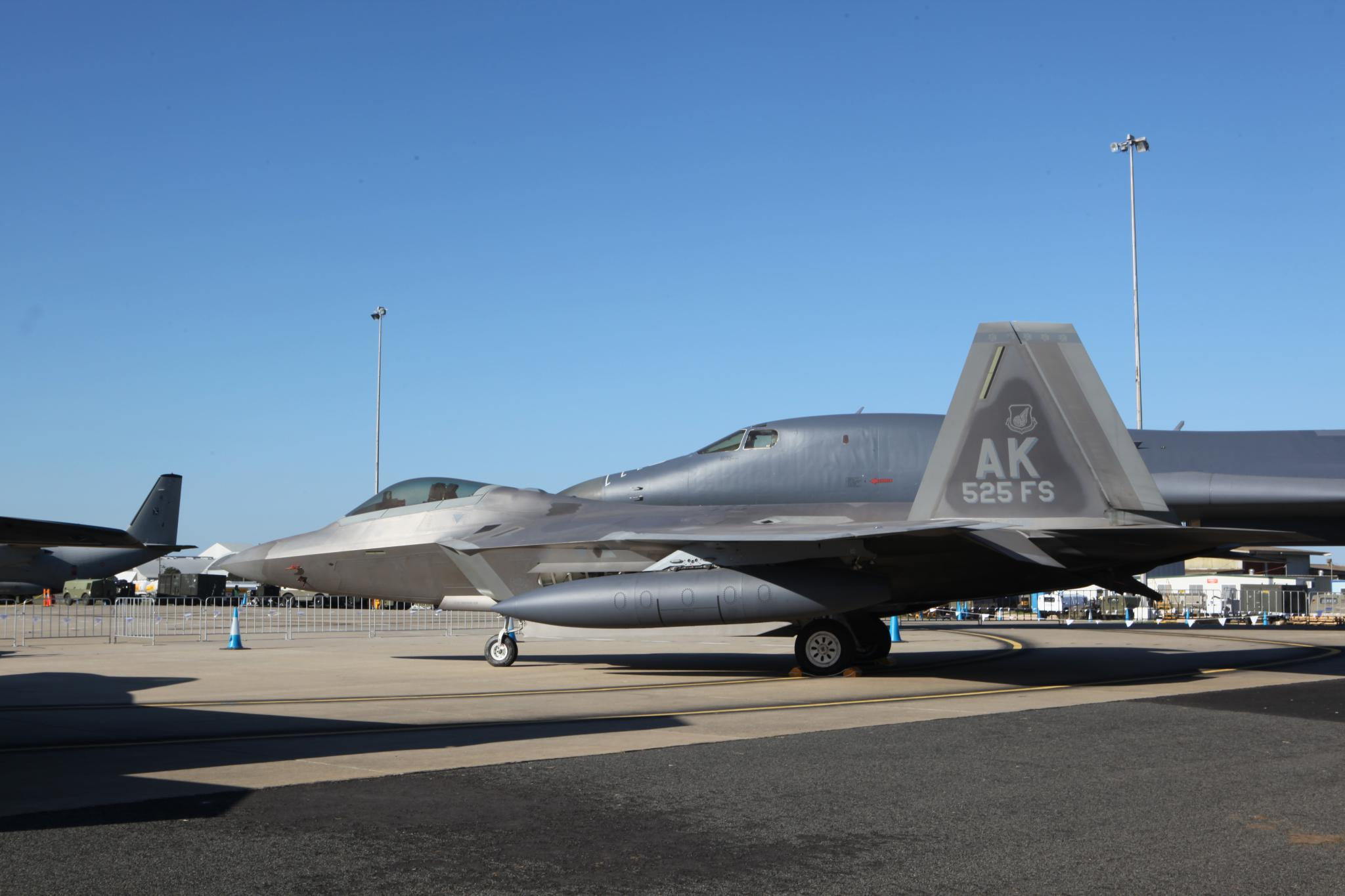
Lockheed Martin F-22 Raptor на шоу 2011 року

У 2011 році Австралійське авіаційне шоу вдесяте проводилось в Авалоні. Його було присвячено 90-й річниці Австралійських королівських ВПС. Шоу проходило з 1 до 6 березня й було відкрито для широкого загалу у п'ятницю, суботу й неділю.
Цього року було представлено близько 100 авіалайнерів, бомбардувальників, винищувачів та вантажних літаків.